# 松平信宝 (三河吉田藩主)
松平 信宝（まつだいら のぶたか/のぶとみ）は、三河吉田藩の第5代藩主。松平伊豆守系大河内松平家9代。

## 生涯
文政7年（1824年）、松平信順の長男として江戸谷中下屋敷で生まれる。父の正室に子がなかったため、文政9年（1826年）11月7日に嫡子となる。文政11年（1828年）11月23日、信宝と名乗る。天保8年（1837年）3月15日、初めて将軍家斉・世子家慶に拝謁する。同年12月16日、従五位下・隼人正に叙任される。天保12年（1841年）7月、病身の信順の名代として吉田城へ入る。帰国中に鳳来山東照宮に参詣するなどし、天保13年（1842年）7月に江戸へ参勤する。
同年12月13日に信順が隠居し、家督を相続して呉服橋内上屋敷に移る。翌14日、伊豆守と改める。天保14年（1843年）4月3日、備後福山藩世嗣・阿部正粹の娘を娶る。同年6月に帰国の暇を賜るが、病気により2度の延期願いを出す。天保15年（1844年）3月2日、隠居していた信順が病死する。その後、信宝自身も病に倒れ、帰国することなく10月17日に死去する（表向きには11月20日死去と公表）。享年21。跡継ぎがいなかったため、妹の貞姫を養女とし、分家の旗本松平信敏の子の信璋を婿養子に迎えた。

## 系譜
父母
- 松平信順（父）
- 綾瀬、金子氏、凉松院（母） - 側室

正室
- 較姫 - 阿部正粹の娘

養子女
- 松平信璋 - 松平信敏の長男
- 貞 - 実妹、松平信璋正室